# Isole della Fenice
Le Isole della Fenice (in inglese Phoenix Islands, in gilbertese Rawaki) sono un gruppo di otto atolli e due barriere coralline sommerse, situati nel Pacifico centrale ad est delle Isole Gilbert e ad ovest delle Sporadi equatoriali. Fanno parte della Repubblica di Kiribati.

## Isole dell'arcipelago
| Immagine | Isola (Nome precedente)    | Superficie (km²) | Laguna area (km²) | Coordinate      | Tipo   | Popolazione (2005) |
| -------- | -------------------------- | ---------------- | ----------------- | --------------- | ------ | ------------------ |
|          | Abariringa (Isola Canton)  | 9.1              | 50                | 2°50′S 171°40′W | Atollo | 41                 |
|          | Birnie                     | 0.2              | ?                 | 3°35′S 171°33′W | Atollo | 0                  |
|          | Enderbury                  | 5.1              | ?                 | 3°08′S 171°05′W | Atollo | 0                  |
|          | Manra (Isola Sydney)       | 4.4              | ?                 | 4°27′S 171°16′W | Atollo | 0                  |
|          | Isola di McKean            | 0.6              | ?                 | 3°36′S 174°08′W | Atollo | 0                  |
|          | Nikumaroro (Isola Gardner) | 4.1              | 4                 | 4°40′S 174°31′W | Atollo | 0                  |
|          | Orona (Isola Hull)         | 3.9              | 30                | 4°30′S 172°10′W | Atollo | 0                  |
|          | Rawaki (Isola Phoenix)     | 0.5              | 0.5               | 3°43′S 170°43′W | Atollo | 0                  |
|          |                            | 27.9             | 84.5              |                 |        | 41                 |